# Holíč
Holíč (Hongaars:Holics, Duits: Holitsch) is een stad in Slowakije in de regio Trnava, en maakt deel uit van het district Skalica.
Holíč telt 11.627 inwoners (2005).